# Aursundbroen
Aursundbrua er en bro som krydser Aursundet mellem fastlandet og Ruøya i Aure kommune, (vest for Tronheim) i Møre og Romsdal fylke i Norge. Broen er en del af vejforbindelsen mellem fastlandet og Ertvågsøen.
Aursundbroen er 486 meter lang. Den blev åbnet i 1995 og er en del af riksvei 680.